# Каролингски минускул
Каролингският минускул (малка буква) е един от типовете средновековни ръкописни писма, който възниква в резултат на еволюцията на шрифтовете, състоящи се изцяло от главни букви (унциал) от III век в Римската империя.
Както гръцката, така и латинската азбуки първоначално съдържали само главни букви, изписвани с еднаква височина. Малките букви се развиват постепенно от бързо написани на ръка букви, наречени курсиви, които се използвали само за бизнес кореспонденция, но не и за официални текстове. Малките букви имат окончания, протягащи се над и под еднородното тяло. Алкуин от Йорк, съветник на Карл Велики, въвежда простата, четлива, красива и изчистена от лигатури форма на буквите, наречени „каролингски“ малки букви. Този стил на писане се появява първо в края на евангелие, поръчано от Карл Велики и изработено през 781 година от Годескалк. Ранна форма на каролингски минускул има и в „Златния псалтир“, писан от Дагулф през 795 година.
При каролингския стил понякога началото на изречението се отбелязвало с уголемена буква. Тя често била главна буква, предвестявайки съвременното използване на малките букви в ролята на големи в едно повторение на същата азбука. И двата вида обаче се считат за различен маниер на писмо.
Каролингските малки букви се разпространяват в Свещената Римска империя между 8 и 12 век и изместват в ръкописите полу-унициалните и курсивни стилове, които са много трудни за четене. По време на това разпространение се появяват също сгъстените, удебелени стилове на ръкописно писмо, които днес се наричат готически шрифт и в крайна сметка те изместват класическите каролингски стилове.